# 伊藤奈美
伊藤 奈美（いとう なみ、1972年12月11日 - ）は、神奈川県横浜市出身のフリーアナウンサー。

## 経歴
- 聖ヨゼフ学園高等学校、聖心女子大学文学部[1]卒業。1995年に山陽放送へ入社（国司憲一郎、花村恭子、笹岡ありさ）。退職後はNHK横浜放送局を経て、2002年4月より主に同衛星第1テレビ（BS1）のニュースキャスターとして活動。2007年3月に結婚。その後は圭三プロダクションに所属をしていた。

## 担当番組
RSK時代
- ナイスモーニング（RSKラジオ）
- ハマイエてれび回覧板（RSKテレビ）

フリー後
- こんにちはいっと6けん
- BSニュース50（NHK-BS1）2002年4月-2004年10月
- お元気ですか日本列島（NHK総合）2002年4月-2004年10月
- NHK BSニュース（NHK-BS1）2004年11月-2007年3月
- 列島ニュース（同上）2004年11月-2007年3月